# Oterleek
Oterleek (52° 38′ N, 4° 50′ L) é uma cidade dos Países Baixos, na província de Holanda do Norte. Oterleek pertence ao município de Alkmaar, e está situada a 4 km, a sul de Heerhugowaard.
Em 2001, a cidade de Oterleek tinha 192 habitantes. A área urbana da cidade é de 0.043 km², e tem 73 residências. 
A área de Oterleek, que também inclui as partes periféricas da cidade, bem como a zona rural circundante, tem uma população estimada em 420 habitantes.